# Miletus eulus
Miletus eulus är en fjärilsart som beskrevs av Hans Fruhstorfer 1913. Miletus eulus ingår i släktet Miletus och familjen juvelvingar. Inga underarter finns listade i Catalogue of Life.